# J. Peter Neary
James Peter Neary (* 11. Februar 1950 in Drogheda; † 16. Juni 2021) war ein irischer Wirtschaftswissenschaftler mit dem Spezialgebiet internationaler Handel. Er war Professor für Volkswirtschaftslehre an der University of Oxford und Fellow des Merton College sowie assoziiertes Mitglied des Nuffield College.
Neary wurde 1950 im irischen Drogheda geboren und an den University Colleges Dublin und Oxford ausgebildet, wo er 1978 seinen DPhil erhielt. Er war Herausgeber der Zeitschrift European Economic Review (1986–1990) und in mehreren Editorial Boards wissenschaftlicher Zeitschriften. Er war Präsident der Irish Economic Association (1990–1992) und der European Economic Association (2002). Im Jahr 2008 wurde er in die British Academy gewählt, bereits seit 1989 war er Mitglied der Academia Europaea und seit 1997 Mitglied der Royal Irish Academy. Im Jahr 2008 wurde er ins Who’s Who aufgenommen.
Zusammen mit W. Max Corden publizierte Neary 1982 das klassische ökonomische Modell für die „Holländische Krankheit“.

## Bücher
- J. Peter Neary, Sweder van Wijnbergen: Natural Resources and the macroeconomy. Centre for Economic Policy Research, Blackwell/MIT Press, Cambridge, Massachusetts 1986, ISBN 978-0-262-14041-6.
- J. Peter Neary, Elhanan Helpman, Wilfred Ethier: Theory, policy and dynamics in international trade: essays in honor of Ronald W Jones. Cambridge University Press, Cambridge New York, NY, USA 1993, ISBN 978-0-521-43442-3.
- J. Peter Neary: International trade. Edward Elgar Publishing: international library of critical writings in economics, Aldershot, Hampshire, UK Brookfield, Vermont US 1995, ISBN 978-1-85278-361-7.
- J. Peter Neary, James Anderson: Measuring the restrictiveness of international trade policy. MIT Press, Cambridge, Massachusetts 2005, ISBN 978-0-262-01220-1.